# Braniff International Airways
Braniff International Airways war eine US-amerikanische Fluggesellschaft mit Sitz in Dallas und Heimatbasis auf dem Flughafen Dallas/Fort Worth.

## Geschichte
Braniff wurde 1928 gegründet.

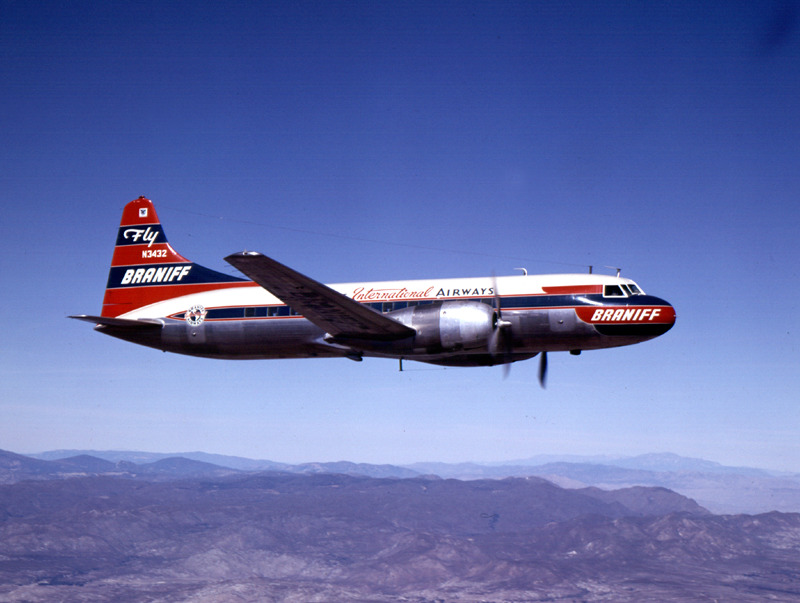
Braniff Convair CV-440

Ab Mitte der 1960er-Jahre nutzte Braniff ein von Alexander Girard dem Zeitgeist angepasstes, sehr auffälliges Corporate Design, das alles bis hin zu den Flugzeugen selbst in auffällige Uni-Farben tauchte. So waren beispielsweise die Boeing 747-100 vollständig orange, die 747-200 rot und einige Douglas DC-8 komplett blau lackiert.
Zwischen 1979 und 1980 bot Braniff in Zusammenarbeit mit Air France und British Airways Flüge mit der Concorde von und nach Washington-Dulles an.
Die Gesellschaft stellte den Flugbetrieb zum 12. Mai 1982 aufgrund von Zahlungsunfähigkeit ein. Als Hauptgründe wurden steigende Kraftstoffpreise und der schärfere Wettbewerb genannt, der nach der Liberalisierung des amerikanischen Airlinemarkts aufkam. Andere sahen eine verfehlte Expansionspolitik des Unternehmens als Grund.

### Nachnutzungen
- 1983 übernahm Hyatt die Rechte an der Marke Braniff International Airways und begann erneut als Fluggesellschaft unter dem Namen Braniff, stellte jedoch bereits 1990 den Betrieb wieder ein.
- 1991 scheiterte ein weiterer Versuch unter dieser Marke.
- 2014 wurde bekannt, dass ab 2015 mit Heimatflughafen St. Louis Linienflüge zu nationalen Zielen und einzelnen Ferienzielen in der Karibik und Lateinamerika angeboten werden sollen. Daneben sollten auch Charterflüge, Spezialflüge und Nur-Business-Flüge offeriert werden.[2]

Seit 2020 gibt es ein Nachfolgeunternehmen und eine Stiftung namens Braniff. Diese vermarkten die Markenrechte, unter denen ein Braniff-Hotel entstehen soll.

## Flugziele
Schwerpunkte des Streckennetzes der Braniff waren Inlandsflüge sowie Verbindungen der USA mit Südamerika. Zudem wurden auch europäische Ziele angeflogen, darunter London-Gatwick.

## Flotte

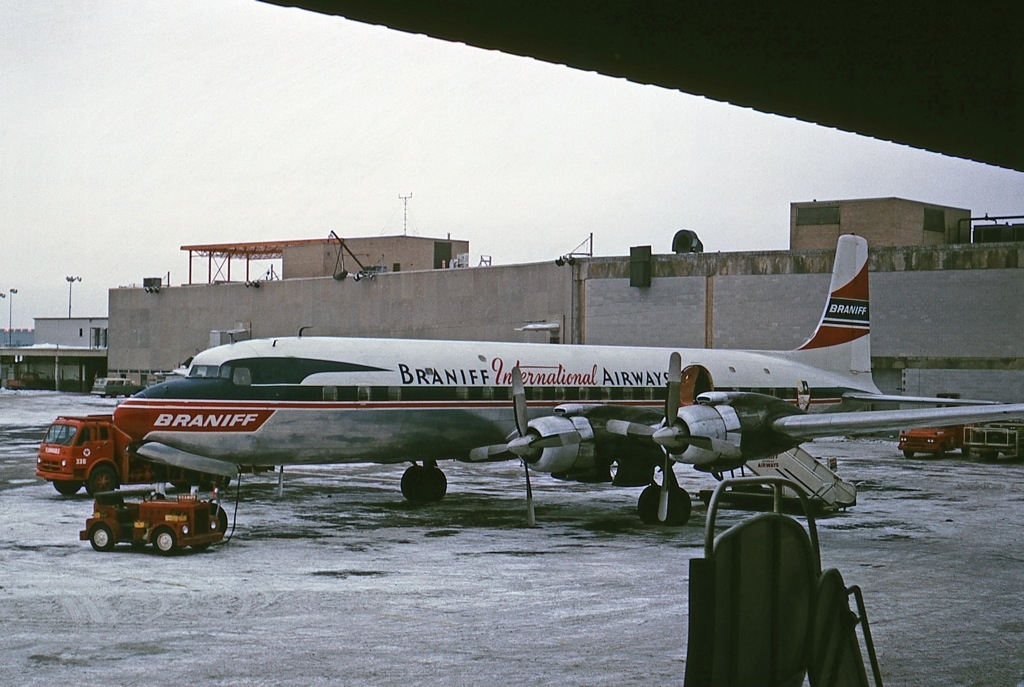
Douglas DC-7 der Braniff

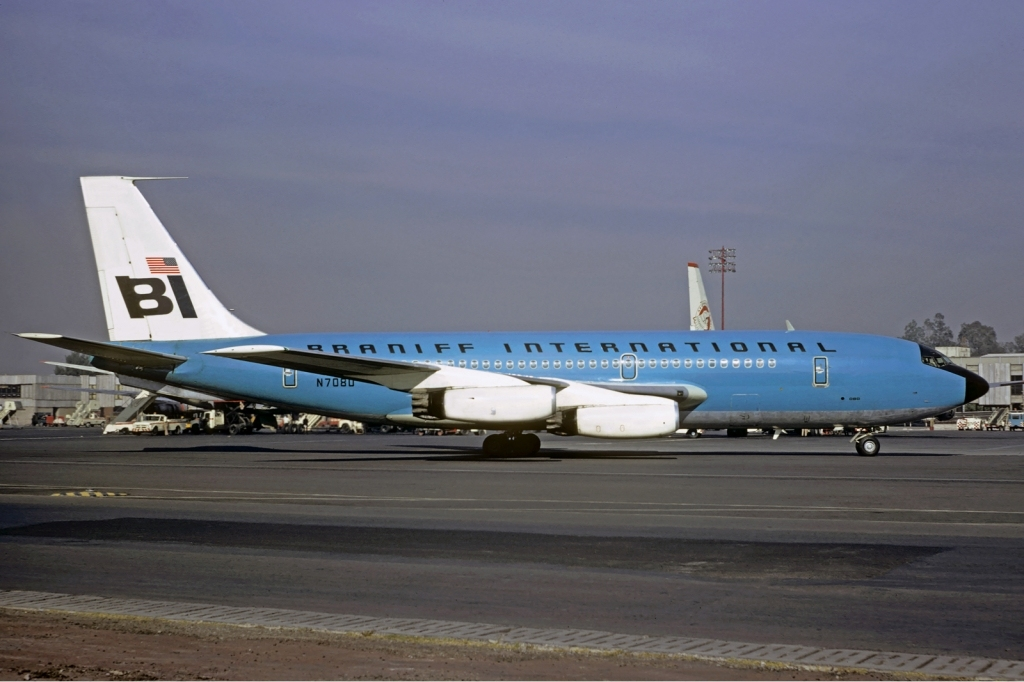
Boeing 720 der Braniff

Im Laufe ihres Bestehens betrieb Braniff Airways auch folgende Flugzeugtypen:
- Airbus A320
- BAC 1-11
- Boeing 707
- Boeing 720
- Boeing 727-100
- Boeing 727-200
- Boeing 737-200
- Boeing 747-100
- Boeing 747-200
- Boeing 747SP
- Convair CV-340
- Convair CV-440
- Curtiss C-46 Commando
- Douglas DC-2
- Douglas DC-3
- Douglas DC-4
- Douglas DC-6
- Douglas DC-7
- Douglas DC-8-30
- Douglas DC-8-50
- Douglas DC-8-62
- Douglas DC-8-72
- Lockheed L-049 Constellation
- Lockheed L-188 Electra

## Zwischenfälle
Von 1939 bis zur Betriebseinstellung 1982 kam es bei Braniff International Airways zu 9 Totalschäden von Flugzeugen. Bei 7 davon kamen 212 Menschen ums Leben. Auszüge:
- Am 26. März 1952 gelang mit einer Douglas DC-4/C-54A-10-DC der Braniff International Airways (Luftfahrzeugkennzeichen N65143) eine erfolgreiche Notlandung auf dem kleinen Hugoton Municipal Airport der Kleinstadt Hugoton (Kansas, USA). An der Maschine war ein unkontrollierbarer Triebwerksbrand entstanden. Unter den 45 Passagieren und vier Besatzungsmitgliedern gab es nur leichte Verletzungen. Die DC-4 wurde nach der erfolgreichen Landung durch Feuer zerstört. Kapitän Stanford wurde für sein schnelles Handeln und sein Urteilsvermögen gelobt.[6]

- Am 22. August 1954 wurde eine Douglas DC-3/C-47-DL der Braniff International Airways (N61451) beim Durchflug einer Gewitterzelle 26 Kilometer südlich vom Flughafen Mason City Municipal (Iowa, USA) zu Boden gedrückt und irreparabel beschädigt. Von den 19 Insassen kamen 12 ums Leben, zwei Besatzungsmitglieder und 10 Passagiere.[7]

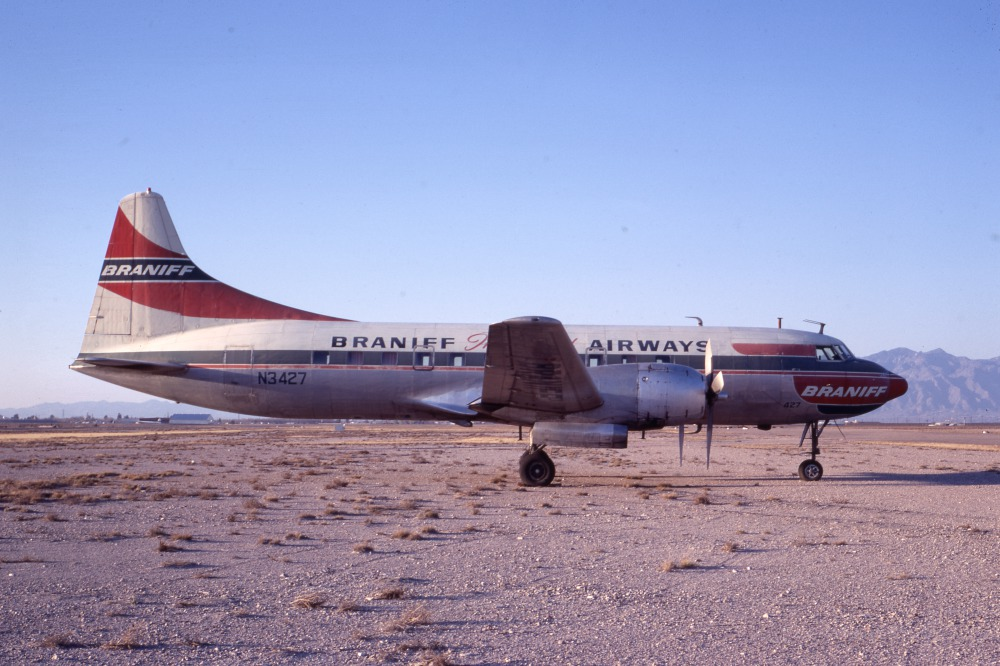
Eine mit der im Juli 1955 abgestürzten baugleiche Convair CV-340

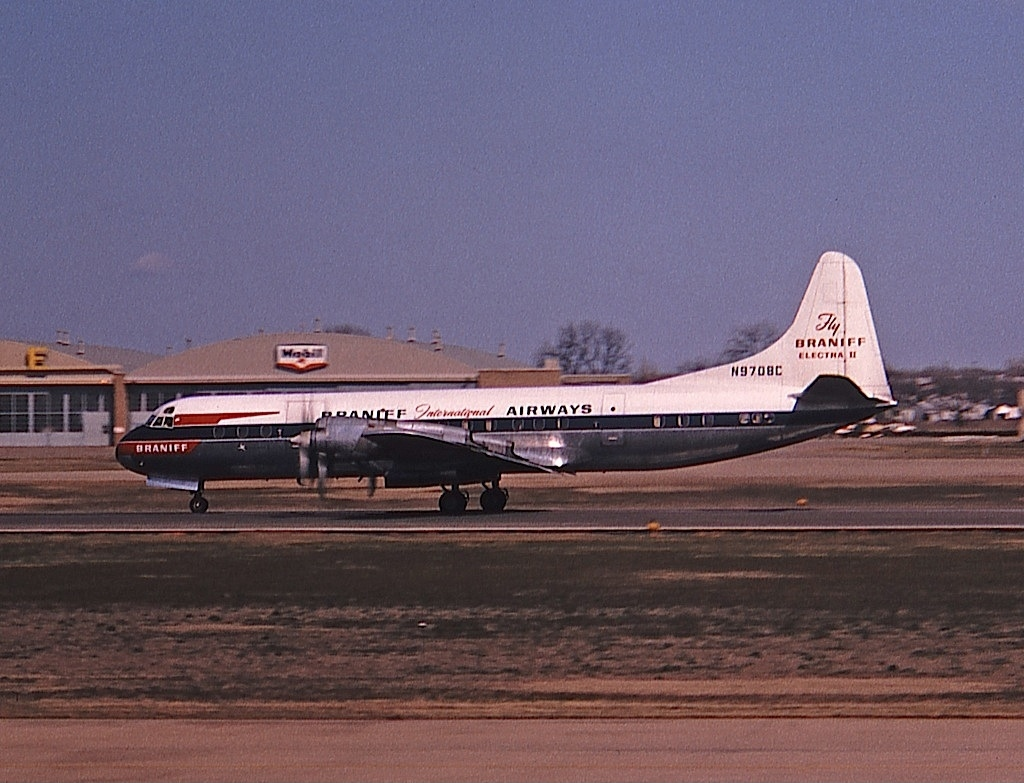
Eine mit der im September 1959 abgestürzten baugleiche Lockheed Electra

- Am 17. Juli 1955 unterschritten die Piloten einer Convair CV-340-32 der Braniff International Airways (N3422) beim Anflug auf den Flughafen Chicago Midway (Illinois, USA) die Mindestsinkflughöhe und flogen die Maschine am Flugplatzrand in den Boden. Das Flugzeug schlug in Rückenlage auf und fing Feuer. Durch diesen CFIT (Controlled flight into terrain) wurden 22 der 43 Insassen getötet, zwei Besatzungsmitglieder und 20 Passagiere.[8][9]

- Am 29. September 1959 brach eine Lockheed L-188 Electra der Braniff International Airways (N9705C) auf dem planmäßigen Flug von Houston nach Dallas in der Luft auseinander. Der Unfall wurde durch Vibrationen der Propeller verursacht. Alle 34 Insassen fanden den Tod (siehe auch Braniff-International-Airways-Flug 542).

- Am 19. Oktober 1959 führte Boeing den Übergabeflug einer Boeing 707-227 durch, die an Braniff International Airways ausgeliefert werden sollten. An Bord befanden sich Piloten und Techniker von Braniff und Boeing. Während des Fluges flog die Besatzung mehrere Dutch Rolls. Bei einer davon überschritt sie den technisch zulässigen Neigwinkel der Maschine. Beim Gegensteuern wurden die Belastungsgrenzen des Flugzeugs überschritten, wobei drei der vier Triebwerke abbrachen und durch ein anschließendes Feuer einige an der Tragfläche befindliche Steuerungssysteme verschmorten. Beim Versuch, die Maschine notzulanden, kam es zu einer Bruchlandung am Ufer des Stillaguamish River in der Nähe von Arlington im Bundesstaat Washington. Vier der acht Personen an Bord kamen ums Leben (siehe auch Flugunfall der Boeing 707 N7071 von Boeing).[10]

- Am 14. September 1960 wurde eine Douglas DC-7C der Braniff International Airways (N5900) auf dem Flughafen Dallas Love Field (Texas, USA) von einem Wartungsinspektor zum Gelände für Motoren-Probeläufe gerollt. Er hatte das Hydrauliksystem für die Bremsen nicht zugeschaltet. Das Flugzeug rollte in ein Gebäude, wobei der vordere Rumpf stark beschädigt wurde. Der Wartungstechniker wurde getötet, die anderen 5 Mechaniker an Bord überlebten. Die Maschine konnte repariert werden.[11]

- Am 14. November 1961 wurde eine geparkte Douglas DC-7C der Braniff International Airways (N5905) auf dem Flughafen Dallas Love Field (Texas, USA) durch ein Feuer zerstört. Personen kamen nicht zu Schaden.[12]

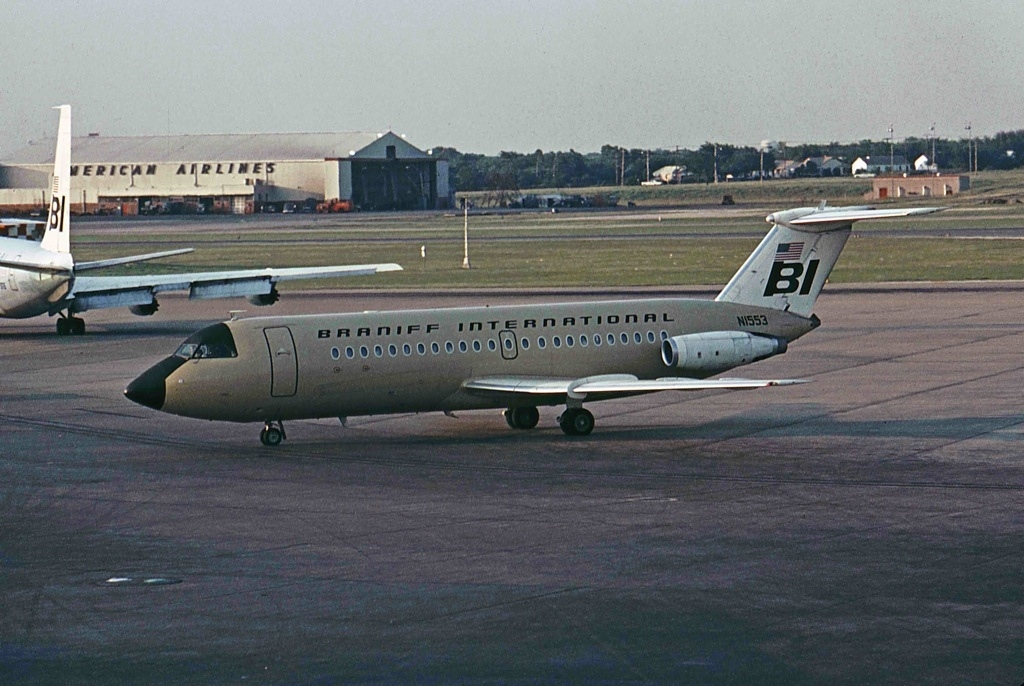
Die im August 1966 abgestürzte Braniff BAC 1-11 N1553

- Am 6. August 1966 flog eine BAC 1-11 der Braniff International Airways (N1553) auf dem planmäßigen Flug nach Omaha bei Falls City, Nebraska in eine Gewitterlinie ein und wurde von extremen Turbulenzen erfasst. Die rechte Höhenflosse, die Seitenflosse und anschließend die rechte Tragfläche brachen ab und der darin befindliche Treibstoff explodierte. Alle 42 Personen an Bord kamen ums Leben (siehe auch Braniff-International-Airways-Flug 250).[13]

- Am 3. Mai 1968 stürzte eine Lockheed L-188A Electra der Braniff Airways  (Luftfahrzeugkennzeichen N9707C) auf dem Flug von Houston nach Dallas in der Nähe von Dawson, Texas, während eines schweren Gewitters ab, nachdem die Besatzung kurz zuvor eine 180°-Kurve eingeleitet hatte. Dabei geriet die Maschine aufgrund der extremen Turbulenzen außer Kontrolle; beim Abfangversuch wurde sie bei 4,35 g überlastet, woraufhin sie auseinanderbrach. Bei dem Unfall starben alle 80 Passagiere und 5 Besatzungsmitglieder (siehe auch Braniff-International-Airways-Flug 352).[14][15]